# Потапово (Потаповское сельское поселение)

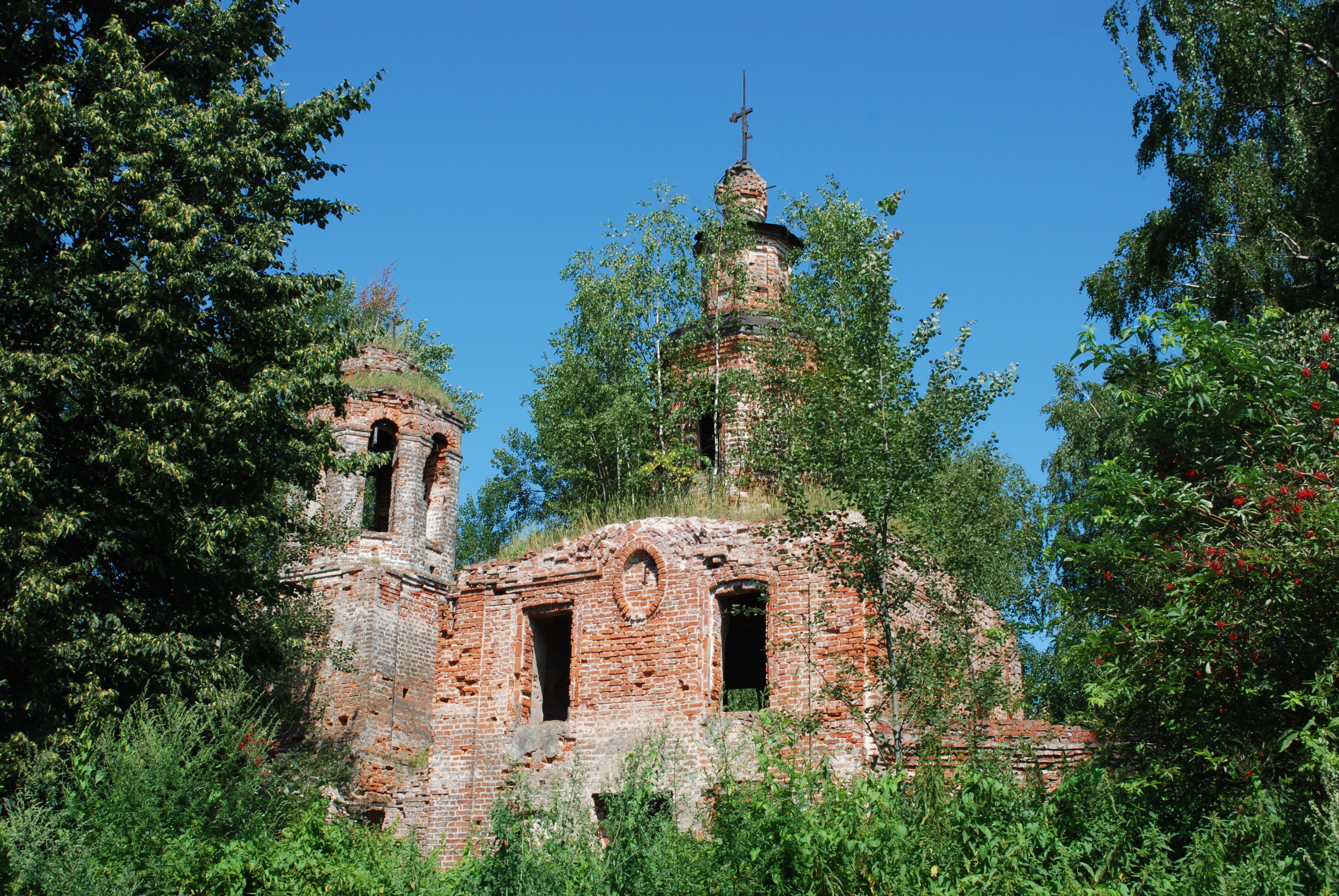
Никольская церковь в 2011 году

 Потапово — деревня в Смоленской области России, в Гагаринском районе. Расположена в северо-восточной части области в 15 км к юго-западу от Гагарина в 6 км севернее автодороги М1 «Беларусь». В 3 км к северу от деревни железнодорожная станция Василисино на линии Москва-Минск. Население — 294 жителя (2007 год). Административный центр Потаповского сельского поселения.

## История
Известно как минимум с 1750 года, когда полковник Алексей Андреевич Плохово основал родовую усадьбу и назвал её Потапово. В настоящее время от старой усадьбы сохранилась каменная Церковь Николы, 1750 г., парк с прудами. Деревянный усадебный дом с флигелями не сохранился.

## Известные уроженцы
- Румянцева, Надежда Васильевна (1930—2008) — актриса театра и кино, народная артистка РСФСР, родилась в Потапово 9 сентября 1930 года
- Кожевников, Сергей Григорьевич (1926—1997) — Герой Социалистического Труда, кавалер двух орденов Ленина, ордена Октябрьской революции, Трудового Красного Знамени, почётное звание «Заслуженный работник сельского хозяйства»

## Достопримечательности
Памятник архитектуры Никольская церковь (1750), построенная в стиле барокко. Господский дом усадьбы «Плахово».